# Elias Koteas
Elias Koteas (Montréal, 11 marzo 1961) è un attore canadese.

## Biografia
Koteas nasce a Montréal, nel Québec, l'11 marzo del 1961, figlio d'immigrati greci originari dell'Elide (un'odierna unità periferica greca situata nel Peloponneso). Inizialmente intenzionato a diventare architetto, negli anni ottanta si trasferisce a New York, negli Stati Uniti, per studiare recitazione presso l'Accademia americana di arti drammatiche e l'Actors Studio, dove tra i suoi compagni di corso figura Ellen Burstyn.
Dopo un film per la televisione debutta sul grande schermo nel film Un magico Natale e cui segue una partecipazione al film di Francis Ford Coppola Giardini di pietra. All'inizio degli anni novanta prende parte nel ruolo di Casey Jones a una serie di film dedicati alle Tartarughe Ninja.
Nella sua carriera ha preso parte a film come Cyborg 2, Camilla, Crash, Gattaca - La porta dell'universo, L'allievo, La sottile linea rossa, Dancing at the Blue Iguana, Lost Souls - La profezia, Il più bel gioco della mia vita, Zodiac, Il curioso caso di Benjamin Button e Shooter. A partire dal 2014 diventa uno dei protagonisti della serie televisiva Chicago P.D. interpretando la parte di Alvin Olinsky.

## Filmografia

### Cinema
- Un magico Natale (One Magic Christmas), regia di Phillip Borsos (1985)
- Giardini di pietra (Gardens of Stone), regia di Francis Ford Coppola (1987)
- Un meraviglioso batticuore (Some Kind of Wonderful), regia di Howard Deutch (1987)
- Tucker - Un uomo e il suo sogno (Tucker: The Man and His Dream), regia di Francis Ford Coppola (1988)
- L'ultima luna d'agosto (Full Moon in Blue Water), regia di Peter Masterson (1988)
- Legami di sangue (Blood Red), regia di Peter Masterson (1989)
- Ore disperate (Desperate Hours), regia di Michael Cimino (1990)
- Tartarughe Ninja alla riscossa (Teenage Mutant Ninja Turtles), regia di Steve Barron (1990)
- Senti chi parla 2 (Look Who's Talking Too), regia di Amy Heckerling (1990)
- Il perito (The Adjuster), regia di Atom Egoyan (1990)
- Un angelo da quattro soldi (Almost An Angel), regia di John Cornell (1990)
- Tartarughe Ninja III (Teenage Mutant Ninja Turtles III), regia di Stuart Gillard (1993)
- Cyborg 2, regia di Michael Schroeder (1993)
- Camilla, regia di Deepa Mehta (1994)
- Exotica, regia di Atom Egoyan (1994)
- L'ultima profezia (The Prophecy), regia di Gregory Widen (1995)
- Crash, regia di David Cronenberg (1996)
- Gattaca - La porta dell'universo (Gattaca), regia di Andrew Niccol (1997)
- Il tocco del male (Fallen), regia di Gregory Hoblit (1998)
- Kiss, regia di Richard LaGravenese (1998)
- L'allievo (Apt Pupil), regia di Bryan Singer (1998)
- La sottile linea rossa (The Thin Red Line ), regia di Terrence Malick (1998)
- Dancing at the Blue Iguana, regia di Michael Radford (2000)
- Lost Souls - La profezia (Lost Souls), regia di Janusz Kaminski (2000)
- Harrison's Flowers, regia di Elie Chouraqui (2000)
- Novocaine, regia di David Atkins (2001)
- Ararat - Il monte dell'Arca (Ararat), regia di Atom Egoyan (2002)
- Danni collaterali (Collateral Damage), regia di Andrew Davis (2002)
- S1m0ne, regia di Andrew Niccol (2002)
- Il più bel gioco della mia vita (The Greatest Game Ever Played), regia di Bill Paxton (2005)
- Skinwalkers - La notte della luna rossa (Skinwalkers), regia di James Isaac (2006)
- Shooter, regia di Antoine Fuqua (2007)
- Zodiac, regia di David Fincher (2007)
- The Girl in the Park, regia di David Auburn (2007)
- Dark Streets, regia di Rachel Samuels (2008)
- Two Lovers, regia di James Gray (2008)
- Il curioso caso di Benjamin Button (The Curious Case of Benjamin Button), regia di David Fincher (2008)
- I Come with the Rain, regia di Tran Anh Hung (2009)
- Il messaggero - The Haunting in Connecticut (The Haunting in Connecticut), regia di Peter Cornwell (2009)
- Il quarto tipo (The Fourth Kind), regia di Olatunde Osunsanmi (2009)
- Defendor, regia di Peter Stebbings (2009)
- Shutter Island, regia di Martin Scorsese (2010)
- The Killer Inside Me, regia di Michael Winterbottom (2010)
- Blood Story (Let Me In), regia di Matt Reeves (2010)
- Winnie Mandela, regia di Darrell Roodt (2011)
- Dream House, regia di Jim Sheridan (2011)
- Harold & Kumar - Un Natale da ricordare (A Very Harold & Kumar 3D Christmas), regia di Todd Strauss-Schulson (2011)
- Now You See Me - I maghi del crimine (Now You See Me), regia di Louis Leterrier (2013)
- Devil's Knot - Fino a prova contraria (Devil's Knot), regia di Atom Egoyan (2013)
- The Last Days on Mars, regia di Ruairi Robinson (2013)
- Jake Squared, regia di Howard Goldberg (2013)
- My Days of Mercy, regia di Tali Shalom Ezer (2017)
- Janet Planet, regia di Annie Baker (2023)

### Televisione
- Private Sessions, regia di Michael Pressman – film TV (1985)
- Crime Story – serie TV, episodio 2x16 (1988)
- Onassis: l'uomo più ricco del mondo (Onassis: The Richest Man in the World), regia di Waris Hussein – film TV (1988)
- Sugartime, regia di John N. Smith – film TV (1995)
- Shot in the Heart, regia di Agnieszka Holland – film TV (2001)
- I Soprano (The Sopranos) – serie TV, episodio 4x10 (2002)
- Traffic – miniserie TV (2004)
- Conviction – serie TV, episodio 1x01 (2006)
- Dr. House - Medical Division (House, M.D.) – serie TV, episodio 2x24 (2006)
- CSI: NY – serie TV, 2 episodi (2008)
- Saving Grace – serie TV, episodio 2x11 (2008)
- Combat Hospital – serie TV, 13 episodi (2011)
- Unforgettable – serie TV, episodio 1x22 (2012)
- The Killing – serie TV, 12 episodi (2013)
- Chicago Fire – serie TV, 4 episodi (2013-2017)
- Chicago P.D. – serie TV, 106 episodi (2014-2018)
- Chicago Med – serie TV, 3 episodi (2016-2018)
- Chicago Justice – serie TV, episodio 1x01 (2017)
- Golia (Goliath) – serie TV, 8 episodi (2021)

## Doppiatori italiani
Nelle versioni in italiano delle opere in cui ha recitato, Elias Koteas è stato doppiato da:
- Marco Mete in Giardini di pietra, Un meraviglioso batticuore, Senti chi parla 2, Kiss
- Stefano De Sando in La sottile linea rossa, Traffic, Il messaggero - The Haunting in Connecticut, The Killing
- Francesco Pannofino in Gattaca - La porta dell'universo, Novocaine, Il più bel gioco della mia vita
- Roberto Draghetti in Dr. House - Medical Division, The Killer Inside Me, Dream House
- Gaetano Varcasia ne I Soprano, Zodiac, Defendor
- Andrea Lavagnino in Chicago PD, Chicago Fire, Chicago Med
- Antonio Sanna in Blood Story, Devil's Knot - Fino a prova contraria
- Stefano Benassi in Tartarughe Ninja alla riscossa, Shooter
- Sergio Di Stefano ne Il tocco del male, Harrison's Flowers
- Mauro Gravina ne L'ultima profezia, Combat Hospital
- Nino Prester ne L'allievo, Danni collaterali
- Gianluca Tusco in Un angelo da quattro soldi, S1m0ne
- Teo Bellia in Tucker - Un uomo e il suo sogno, The Last Days on Mars
- Oliviero Dinelli in Conviction, Unforgettable
- Massimo Giuliani ne L'ultima luna d'agosto
- Claudio Capone in Cyborg 2
- Francesco Prando in Ore disperate
- Massimo Corvo in Crash
- Maurizio Reti in Lost Souls - La profezia
- Roberto Certomà in Dancing at the Blue Iguana
- Angelo Maggi in Camilla
- Tony Sansone in Tartarughe Ninja III (Casey Jones)
- Ennio Coltorti in Tartarughe Ninja III (Whit)
- Fabrizio Pucci in Un colpo al cuore
- Pasquale Anselmo in Ararat
- Luca Biagini in Il quarto tipo
- Vladimiro Conti ne Il curioso caso di Benjamin Button
- Roberto Pedicini in CSI: NY
- Rodolfo Bianchi in Shutter Island
- Dario Oppido in Harold & Kumar - Un Natale da ricordare
- Sergio Lucchetti in Goliath